# نظام الملاحة اللاسلكي غير محدد الاتجاه ذو الترددات شديدة الارتفاع

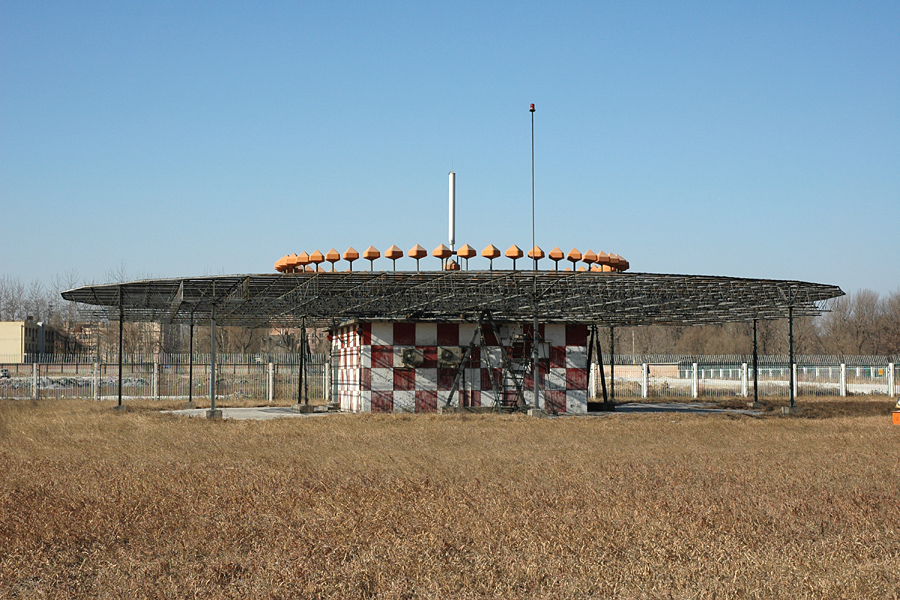
محطة أرضية DVOR (دوبلر VOR)، بالتزامن مع جهاز قياس المسافة.

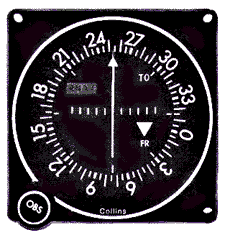
شاشة VOR على متن الطائرة مع CDI

نظام الملاحة اللاسلكي غير محدد الاتجاه ذو الترددات شديدة الارتفاع (بالإنجليزية: very high frequency omnidirectional range) اختصاراً VOR، هو نوع من أنظمة الملاحة الراديوية قصيرة المدى للطائرات، مما يتيح للطائرات التي تحتوي على وحدة استقبال لتحديد موقعها والبقاء في مسارها من خلال استقبال إشارات لاسلكية مرسلة من خلال شبكة ثابتة منارات الراديو الأرضية. يستخدم ترددات في نطاق التردد العالي جدًا (VHF) من 108.00 إلى 117.95 ميغا هيرتز. طور النظام في الولايات المتحدة بداية من عام 1937 ونشره بحلول عام 1946 ، وهو نظام الملاحة الجوية القياسي في العالم، المستخدم في كل من الطيران التجاري والطيران العام. في عام 2000، سُجل حوالي 3000 محطة VOR تعمل في جميع أنحاء العالم بما في ذلك 1033 في الولايات المتحدة، وانخفض إلى 967 بحلول عام 2013  (إيقاف تشغيل المحطات مع اعتماد واسع النطاق لنظام تحديد المواقع العالمي ).

## روابط خارجية
- معرض وصور مساعدات الملاحة في المملكة المتحدة
- البحث عن مساعدة الملاحة من airnav.com
- محاكي VOR و ADF مجاني عبر الإنترنت